# معالجة إذهالية
المعالجة الإذهالية هي شكلٌ من أشكال العلاج الناشئة في الصين تعطل الجسم أو جزءًا منه بشكلٍ مؤقت عن طريق العقاقير أو الوخز بالإبر، وتستخدم عادةً في العمليات الجراحية.

## معلومات تاريخية
منذ وقتٍ مبكر يعود إلى عصور الربيع والخريف والممالك المتحاربة(770-221 قبل الميلاد)؛ عرف بعض الأطباء الصينيين وظائف التخدير لبعض العقاقير وقاموا بتسجيلها. وبناءً على دراسته للكتب القديمة بعناية؛ ذهب هوا توه طبيب مملكة هان الشرقية، إلى الجبال والسهول لجمع الأعشاب ذات الوظيفة التخديرية، مثل عشبة جيمسون (الداتورا الصفراوية)، ليتم تحويلها إلى عقاقيرٍ مخدرة بعد تحميصها ومعالجتها.

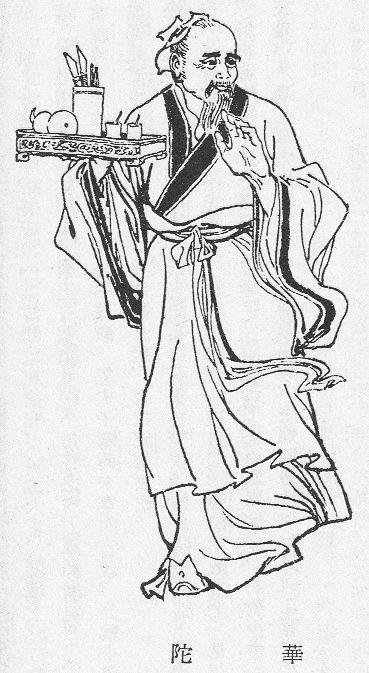
هوا توه

ذات يوم، أتى البعض إلى هوا توه بمريضٍ حالته خطيرة. فجعل المريض يشرب العقار، ثم فتح تجويف البطن وأزال أمعاءه الفاسدة، واستكمل العملية دون أن يشعر المريض بأي ألم. وكانت هذه العملية باكورة ما تم تسجيله من استكشاف بطني واسع النطاق في كلٍ من الصين والعالم.